# Abu l-Fidá
Abu l-Fidá Iszmáíl ibn Ali (arab betűkkel أبو الفداء إسماعيل بن علي –  Abū l-Fidāʾ Ismāʿīl ibn ʿAlī), uralkodói nevén Imád ad-Dín al-Malik al-Muajjad (arab betűkkel عماد الدين الملك المؤيد –  ʿImād ad-Dīn al-Malik al-Muʾayyad; Damaszkusz, 1273 novembere – Hamá, 1331. október 27.) hamái ajjúbida fejedelem, jeles kultúrapártoló, irodalmár, történet- és földrajzi író. Nevének Európában elterjedt alakját viseli a Hold egyik krátere, az Abulfeda. Az Abu l-Fidá beszélő név, azt jelenti: „a megváltás atyja”.

## Élete
Abu l-Fidá I. al-Muzaffar Mahmúd hamái fejedelem (1229–1244) kisebbik, trónhoz nem jutó fiának, al-Afdal Alinak volt a fia, a Jeruzsálemet visszahódító Szaláh ad-Dín oldalági leszármazottja. 12 éves korában, 1285-ben unokatestvére, II. al-Muzaffar Mahmúd (1284–1299) oldalán apjával együtt részt vett a tengerparti johannita vár, Margat ostromában, amit az al-Manszúr Kaláún mamlúk szultán vezette csapatok vittek győzelemre. Unokatestvére halálát követően 1299-től Hamá beolvadt az Egyiptomot és Szíria nagy részét már magába foglaló Mamlúk Birodalomba, Abu l-Fidá pedig a városban maradt a Kairóból kinevezett helytartók szolgálatában, és jó kapcsolatokat épített ki a fiatal an-Nászir Muhammad szultánnal (1299–1341). Erre építve többször is kísérletet tett a város helytartóságának megszerzésére, és végül 1310-ben, amikor Muhammad megerősítette saját hatalmát rebellis mamelukjaival szemben, Abu l-Fidát nevezte ki Hamá helytartójává (október 14.).
1312-ben fejedelmi címmel ruházták fel, de 1314-ben a damaszkuszi helytartó, Tankiz al-Huszámi alárendeltjévé tették, akivel egy időre meglehetősen rossz viszonyba került emiatt. Jó hírét tovább növelve bőkezűen pártolta a művészeteket és nagylelkű vallási adományokat tett, majd 1319-1320 fordulóján elkísérte a szultánt a mekkai zarándoklatra. Hűségét és egyéb erényeit megjutalmazva hazatérésükkor Kairóban szultáni jelvényeket kapott az al-Malik al-Muajjad („a Megerősített Király”) titulussal, és az összes szíriai kormányzót a fennhatósága alá rendelték (1320. február 28.). Tizenegy évvel később bekövetkezett haláláig töretlenül megmaradt an-Nászir Muhammad kegyeiben, ezért Tankiz támogatásával a fia, al-Afdal Muhammad is megörökölhette kis fejedelemségét.

## Munkássága
Abu l-Fidá az irodalom és tudományok számos területét művelte, de versei, vallási és irodalmi jellegű művei jórészt nem kerültek elő. Két munkája viszont rendkívüli jelentőségű. „Az emberiség rövid története” (al-Muhtaszar fi taríh al-basar) című írása – az 1230-as évekig jórészt Ibn al-Aszír al-Kámil című munkájára  alapozva – 1329-ig tárgyalja a világ történetét. Munkája népszerűségét jelzi, hogy több folytatója is ismert (Ibn al-Vardi, Ibn as-Sihna al-Halabi, Ibn Habíb ad-Dimaski). A könyv a modern orientalisztika fejlődése szempontjából is fontos: a nyugati kutatók elsőként innen ismerték meg az iszlám történetét és Mohamed próféta életrajzát a 18. században. Első teljes kiadása 1869/1870-ben jelent meg, Isztambulban.
Az írófejedelem másik fontos műve a földrajz tárgykörében íródott. „Az országok felmérése” (Takvím al-buldán) szintén kompiláció: a leíró földrajzi részeket táblázatos matematikai adatsorok követik, és minden településnek pontosan meghatározza a koordinátáit – jórészt az ókori görög szerző, Klaudiosz Ptolemaiosz, illetve muszlim földrajzi írók, így al-Bírúni és Ibn Szaíd al-Magribi alapján. Többször megemlékszik a könyvben Magyarországról és a magyar népről (Basdzsirt, hunkar). E mű szintén népszerűnek bizonyult, a későbbi keleti szerzők gyakran hivatkoztak rá és kivonatai is ismertek. Európában már a 17. században publikálták egyes részeit, első teljes kiadása 1848-ban jelent meg Párizsban.